# Эпизод с конфетками-сердцами
«Эпизод с конфетками-сердцами» (англ. The One with the Candy Hearts) — четырнадцатый эпизод 1 сезона телесериала «Друзья», транслируемого на канале NBC. Впервые показан 9 февраля 1995 года.
Данный эпизод посвящен Дню Святого Валентина: парням удалось попасть на свидания, а девчонки негодуют от своего «невезения в любви». Свидание Росса заканчивается ужином с бывшей женой Кэрол, Джоуи случайно сводит Чендлера с его бывшей девушкой Дженис, а Монику, Рэйчел и Фиби судьба сводит с пожарными.
Серии присвоено 47-е место среди всех 236-ти серий согласно рейтингу DigitalSpy, премьеру просмотрело около 24 млн телезрителей.

## Сюжет
Парни сидят в Центральной кофейне. Росс переглядывается с красивой девушкой Кристен, его соседкой по дому. Джоуи и Чендлер подталкивают его к разговору с ней. Росс вспоминает, что однажды она одолжила ему яйцо, парни считают, что это отличный повод завязать беседу. Они просят у официантки яйцо и отправляют Росса к девушке.
В кофейню приходят девчонки, Моника ругает Фиби за то, что та от отчаянья соглашается на свидание с Роджером. Джоуи и Чендлер обсуждают двойное свидание, которое состоится сегодня вечером: девушка Джоуи — Лоррейн согласилась с условием, что он приведёт пару для её подруги. Росс возвращается от Кристен к ребятам и сообщает, что она согласна на свидание. В порыве радости Чендлер и Росс обнимаются и Росс впечатывает в спину Чендлера яйцо, которое забыл отдать.
Вечером Джоуи и Чендлер ожидают своих спутниц в ресторане. Заходит девушка Джоуи, а за ней её подруга… Дженис, девушка, которую Чендлер бросал дважды за полгода.
В квартире Моники девчонки обсуждают свои неудачи на любовном фронте: Рэйчел вспоминает Пита Карни («Пит-Плакса»), который плакал каждый раз во время секса. Моника вспоминает «Говарда-Победителя»: «в конце он всегда кричал „Я победил! Я победил!“. Я два месяца встречалась с этим парнем и ни разу не побеждала.» Девушки решают, что на них порча и Фиби предлагает пройти обряд очищения: либо сжечь все подарки от нерадивых мужчин, либо петь и танцевать голышом в лесу. Девчонки останавливаются на первом варианте.
В ресторане напряженная обстановка: Джоуи и Лоррейн милуются, а Чендлер и Дженис гневно сверлят друг друга глазами. Чуть позже первая пара решает уйти. Извиняясь, Джоуи оставляет Чендлеру свою кредитку. Чендлер решает отомстить и заказывает самые дорогие блюда. В итоге он и Дженис напиваются и оказываются в одной постели. Когда утром Чендлер пытается выпроводить Дженис, в холле их встречает Моника. Она зовет Рэйчел, а потом звонит Россу, что бы тот тоже узнал, с кем Чендлер провел ночь. В этот момент возвращается Джоуи и все обсуждают случившееся, пока Дженис разговаривает с Россом по телефону.
Росс ужинает с Кристен в китайском ресторане. Неожиданно туда заходят беременная Кэрол и Сьюзан и присаживаются напротив Росса. Все чувствуют себя неловко. Позже Сьюзан приходится уйти на работу и Кэрол остается одна в День святого Валентина. Росс приглашает её к себе за столик, несмотря на то, что находится на свидании. Росс так увлечён беседой с Кэрол, что не заметил как Кристен ушла. Росс просит Кэрол вернуться к нему, но та отказывает.
Фиби, Рэйчел и Моника проводят «обряд очищения». Они организуют небольшой костер в центре гостиной и кидают туда вещи, напоминающие о их бывших: Рэйчел выбрасывает письма Барри, боксеры Адама Риттера, Фиби — чек с ужина с Нокулулу Оон Ах Ах, а Моника фото голого Скотти Джареда (на его теле так много волос, что девушки подумали, что он в свитере). Также Рэйчел выливает остатки граппы от Пауло, и так как это чистый спирт, начинается пожар.

В Центральной кофейне Джоуи уговаривает Чендлера снова бросить Дженис. Приходит Дженис и благодарит Джоуи за то, что он снова свел их вместе. Дженис делает Чендлеру подарки в честь Дня всех влюбленных: маленькие конфетки-сердечки с надписью «Чендлер и Дженис навсегда» (англ. Chan and Jan forever). Тут Чендлер говорит, что бросает Дженис, но она очень спокойно на это реагирует: 
Потому что я знаю, что это еще не конец. Разве ты еще не понял? Ты любишь меня, Чендлер Бинг. Нет? Тогда спроси себя. Почему мы всегда оказываемся месте? Новый год. Кто пригласил кого? День святого Валентина. Кто затащил меня в постель? Ты ищешь меня. Что-то глубоко в твоей душе зовет меня: «Джэ-э-энис! Джэ-э-энис!». Ты любишь меня. Я нужна тебе. Ты жить не можешь без меня. И ты это знаешь. Ты просто не знаешь, что знаешь. До встречи.
Она страстно целует его, затем уходит. Чендлер пораженный происходящим, кричит ей вслед «Позвони мне».
К девчонкам в квартиру приходят пожарные, они признаются, что это не первый случай с «обрядом избавления от плохих парней», сегодня это третий вызов. Осмотр квартиры заканчивается тем, что парни приглашают девушек на свидание.
После ухода один из пожарных спрашивает у коллег на лестнице: «Вы хоть сказали им, что женаты?», они отвечают: «Моя девушка не знает об этом, а этим я и подавно не расскажу!»

## В ролях

### Основной состав
- Дженнифер Энистон — Рэйчел Грин
- Кортни Кокс — Моника Геллер
- Лиза Кудроу — Фиби Буффе
- Мэтт Леблан — Джоуи Триббиани
- Мэттью Перри — Чендлер Бинг
- Дэвид Швиммер — Росс Геллер

### Эпизодические роли
- Джейн Сиббет — Кэрол Уиллик;
- Джессика Хект — Сьзен Банч;
- Мегги Уилер — Дженис Горальник;
- Хитер Мидвэй — Кристен;
- Нэнси Вален[англ.] — Лоррэйн;
- Ларри Поиндекстер — пожарный Дэйв;
- Джэй Эйковон[англ.] — пожарный Чарли;
- Джоэль Гретч — пожарный Эд.

## Приём
В оригинальной вещании эпизод просмотрели 23,8 млн телезрителей.
В рейтинге всех 236-ти серий данный эпизод занял 47 место.